# Katedra Zwartnoc
Katedra Zwartnoc (orm. Զվարթնոցի տաճար), katedra pw. św. Grzegorza Oświeciciela – katedra z 2. połowy VII wieku w miejscowości Zwartnoc w prowincji Armawir w Armenii, zachowana w stanie ruiny, wpisana na listę światowego dziedzictwa UNESCO. 

## Historia
Katedra została wzniesiona na miejscu pogańskiej świątyni w latach 641–661 (lub 643–652) ze środków katolikosa Nersesa II Budowniczego. Nazwa świątyni według historyka Sebeusa ma pochodzić od dawnego ormiańskiego słowa oznaczającego anioła, co miało nawiązywać do wpadającego do świątyni światła, które migocząc mogło przywoływać na myśl wyobrażenie anielskich skrzydeł. Nazywano ją także Świątynią Marchii. W uroczystości namaszczenia katedry miał uczestniczyć cesarz Konstans II w 652 roku.
W świątyni znajdowały się relikwie ormiańskiego biskupa, Grzegorza Oświeciciela. Katedra uległa niemal całkowitemu zniszczeniu prawdopodobnie podczas trzęsienia ziemi w 930 roku (nie ma jednak o tym mowy w źródłach historycznych). Świątynia popadła w zapomnienie, do 1901 roku ruiny znajdowały się pod ziemią, zainteresowanie nią na nowo było związane z XX-wiecznymi wykopaliskami archeologicznymi prowadzonymi przez Cachica Dadyana w latach 1901–1907 oraz w 1904 roku przez Torosa Thoramaniego, który oszacował przypuszczalne rozmiary oryginalnej budowli. Model oddający przypuszczalny pierwotny wygląd katedry znajduje się w erywańskim Muzeum Historii Armenii. Możliwe, że jej wizerunek znajduje się także na jednej z płaskorzeźb w Sainte-Chapelle. Katedra została wpisano na listę światowego dziedzictwa UNESCO w 1989 roku.
Wstęp na teren ruin jest płatny.

## Architektura
Katedra znajduje się w Zwartnoc koło wsi Pytchunk. Była to rotunda o wysokości około 45–49 m (była to wówczas jedna z najwyższych budowli świata). Budowla wykazywała stylistyczne wpływy kultury greckiej, rzymskiej i wczesnochrześcijańskiej. Była trzykondygnacyjna, nakrywała ją kopuła. 
W jej centrum znajdował się zbiornik z wodą, który prawdopodobnie służył jako miejsce chrztu. Zachowały się m.in. rzeźbione kolumny oraz duże kamienne bloki, a także płaskorzeźbiony zegar słoneczny i fragment mozaiki.  
Przy katedrze, na południowy wschód od niej znajdowała się rezydencja katolikosa, a także spichlerze oraz magazyny wina. Powierzchnia zespołu wynosi 18,8 ha.

## Galeria

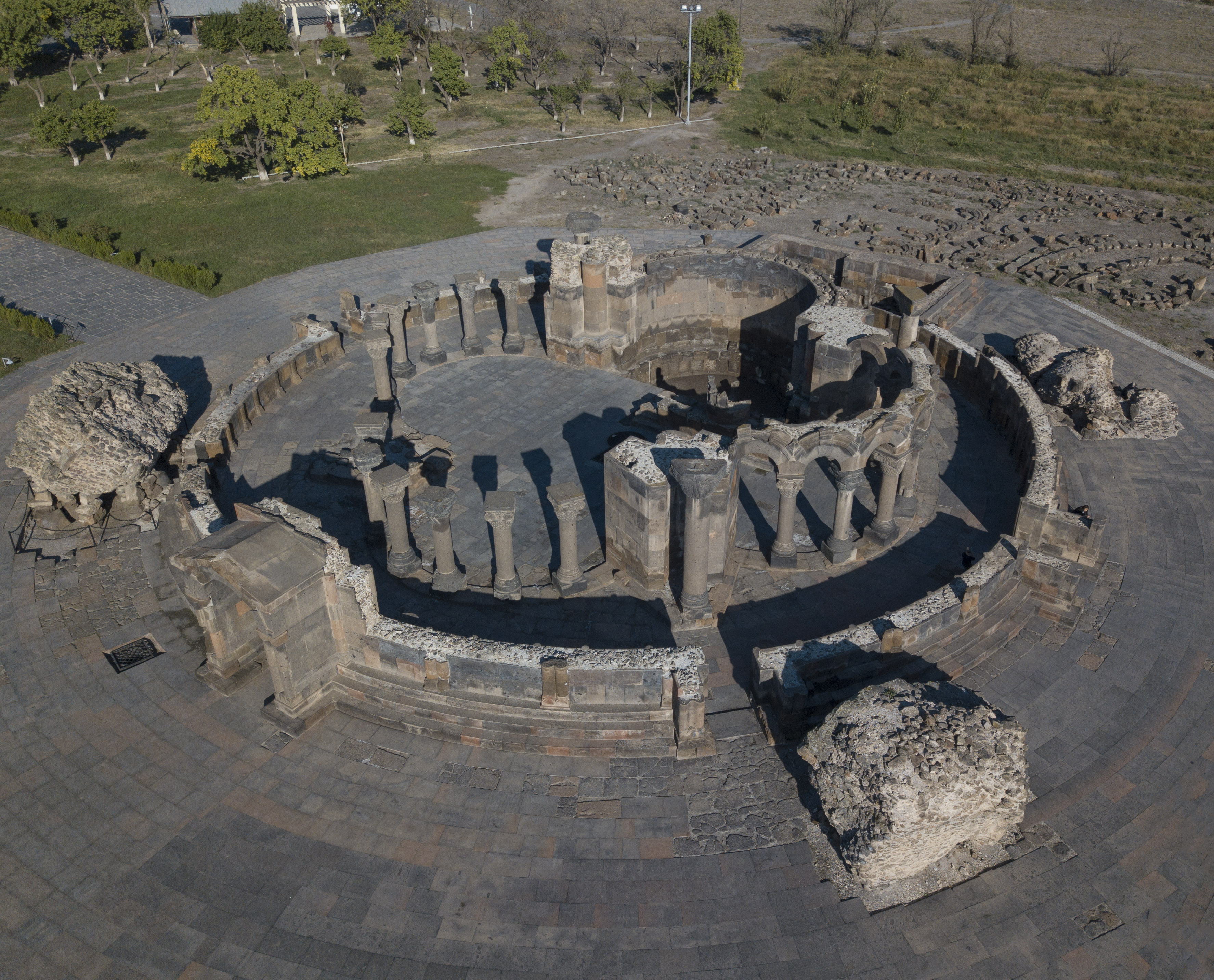
Widok z lotu ptaka (2022)
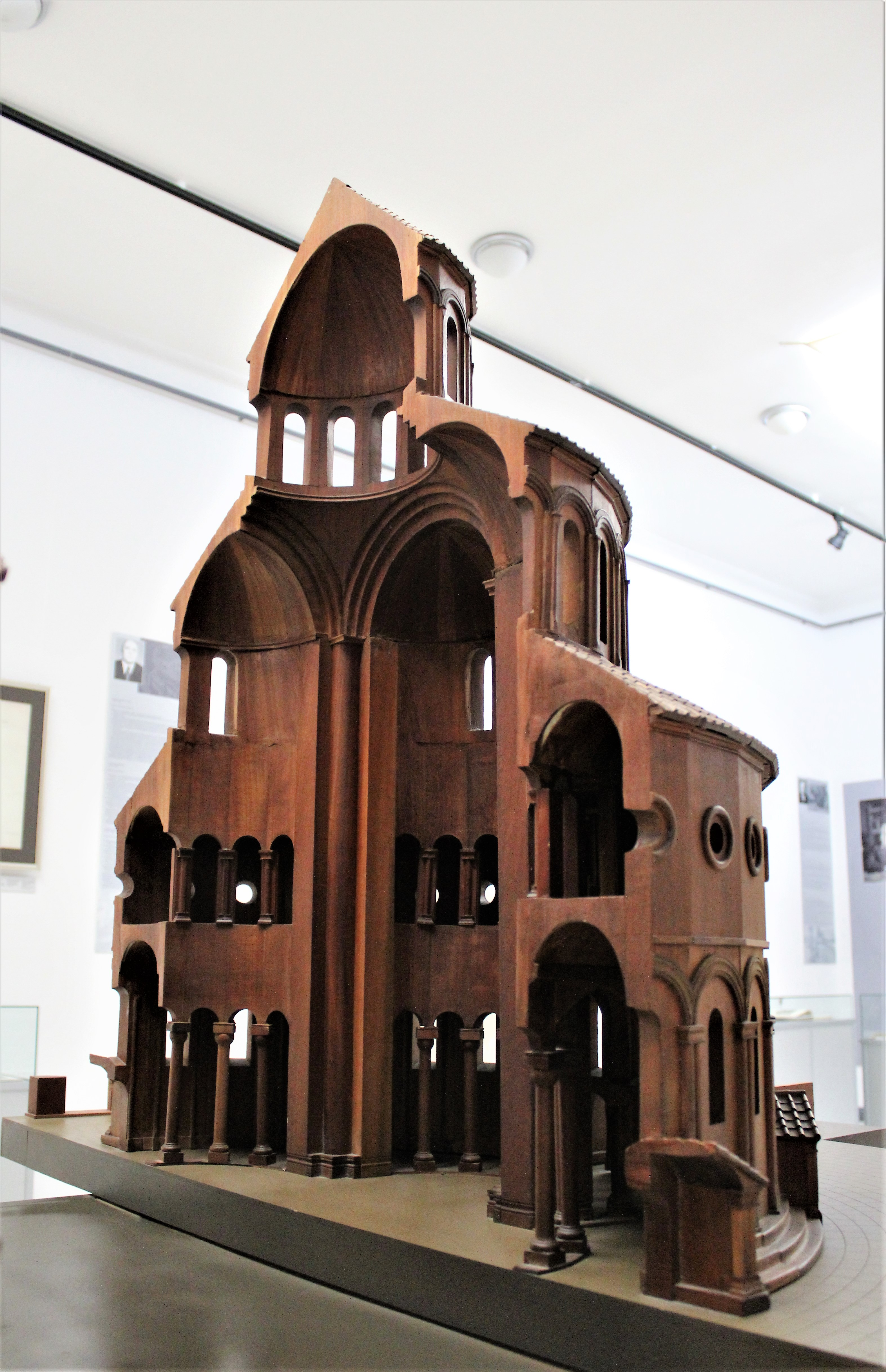
Model, przekrój pionowy
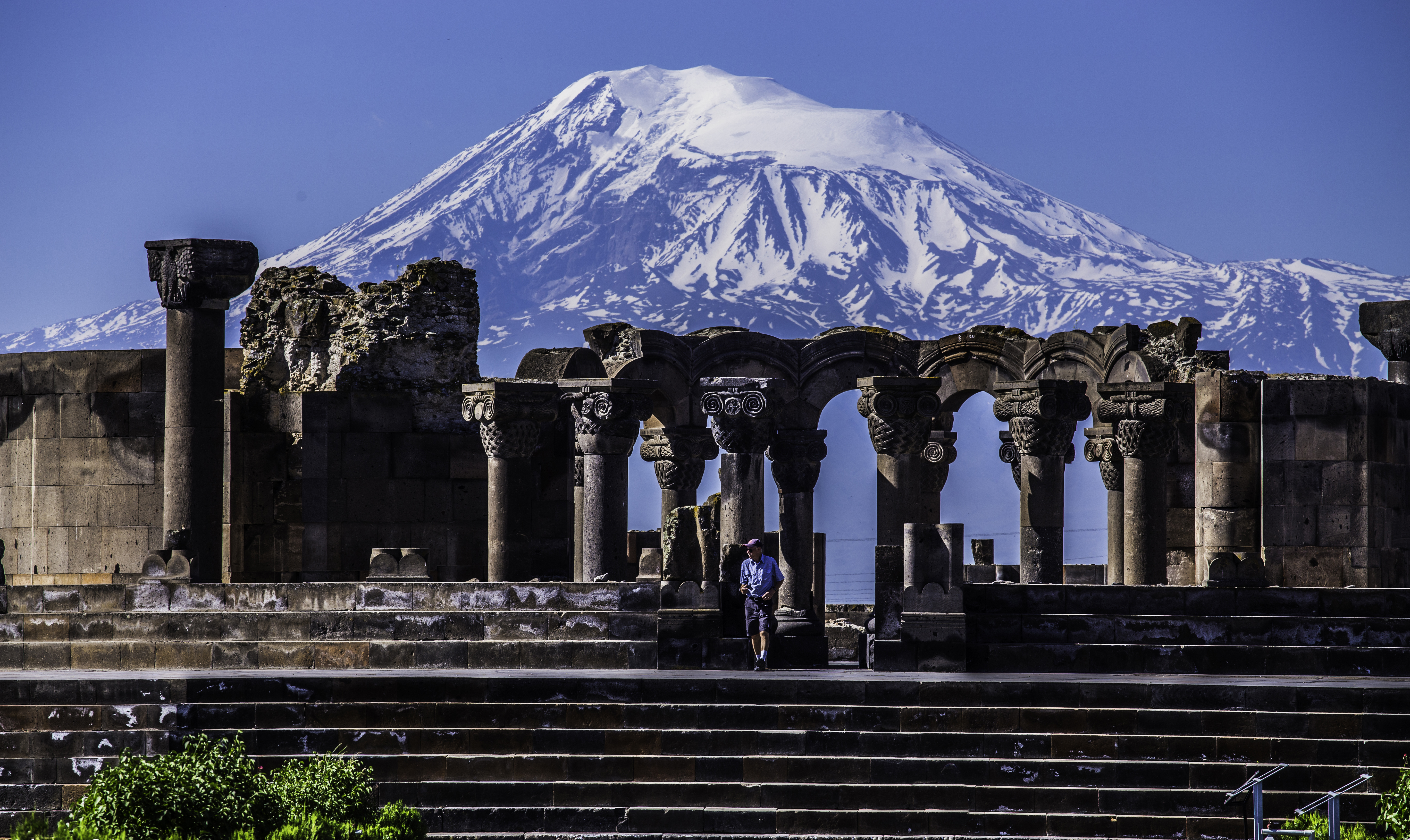
Ruiny na tle góry Ararat
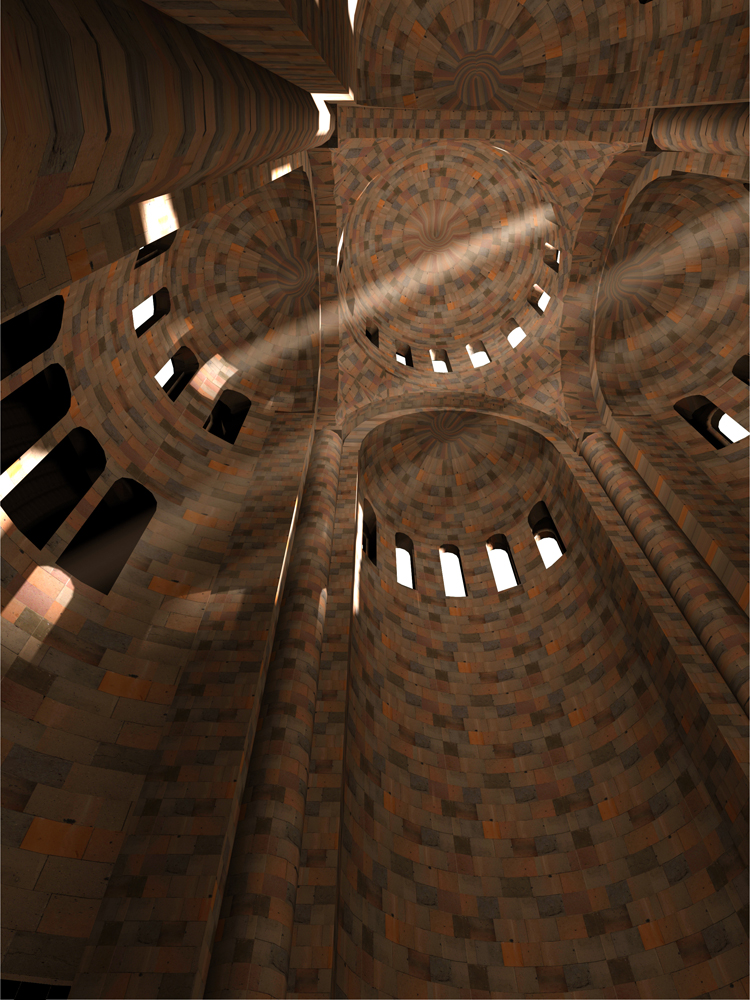
Rekonstrukcja cyfrowa wnętrza
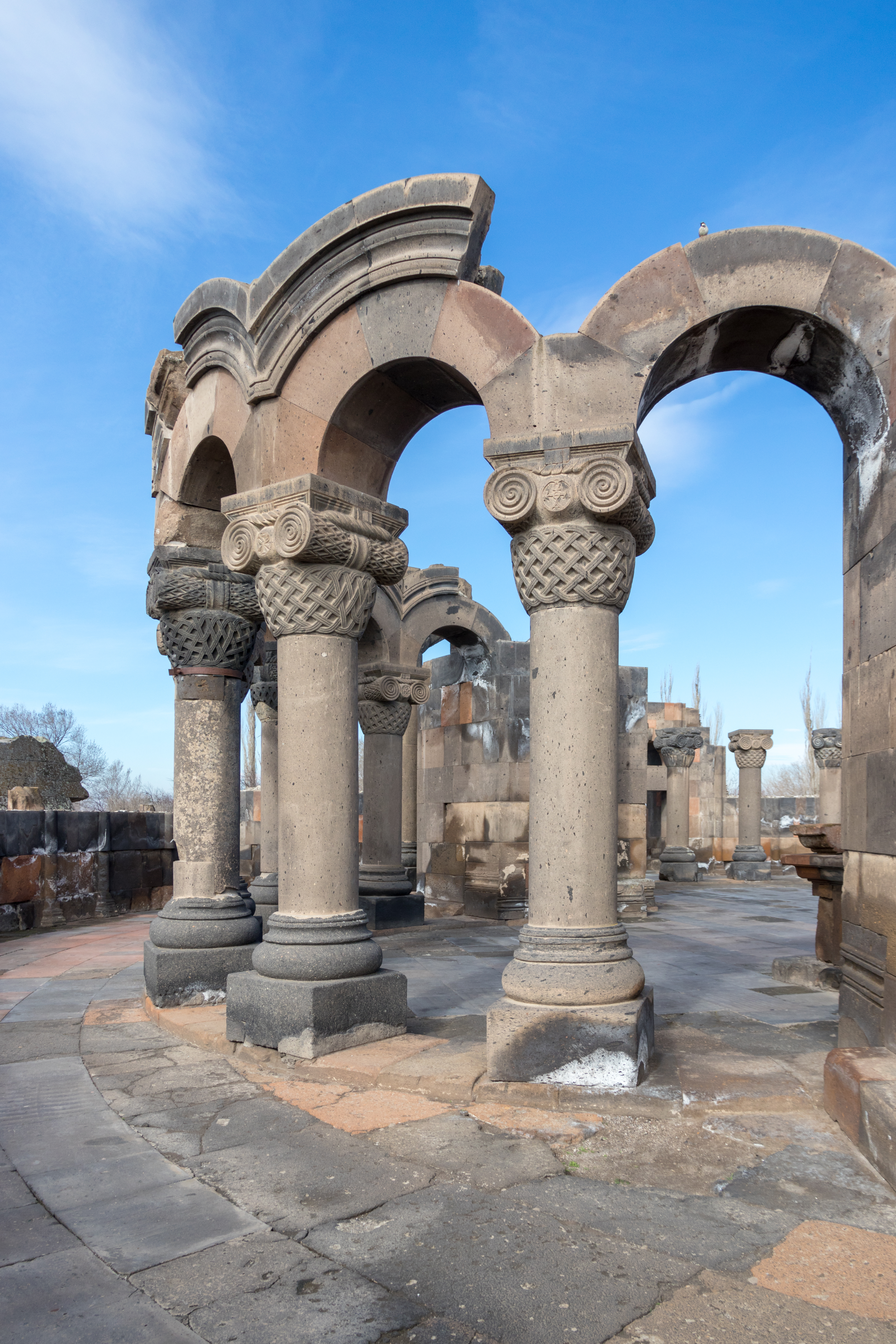
Pierwsza kondygnacja, kolumny (2018)
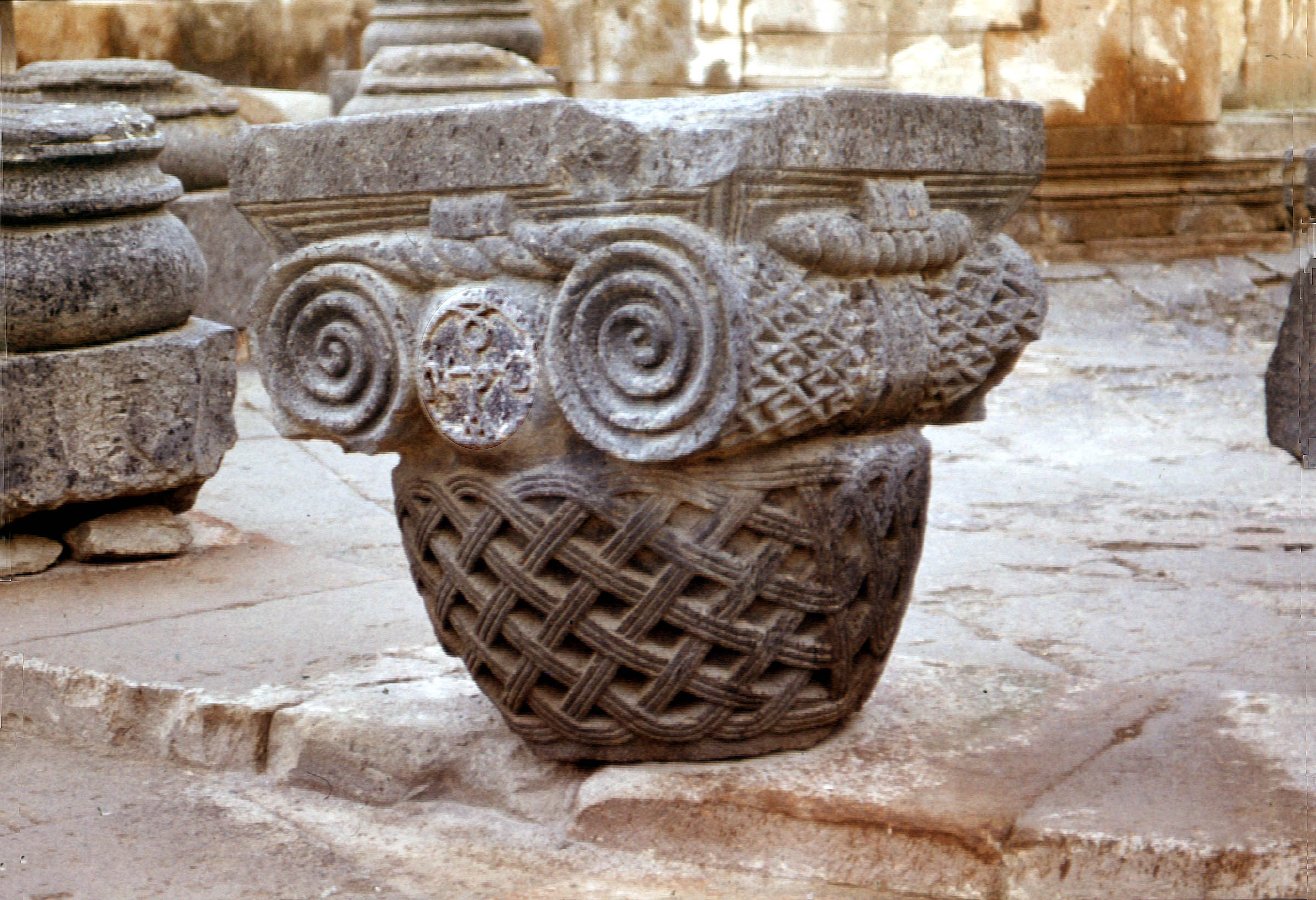
Kapitel kolumny z dekoracją plecionkową (1972)
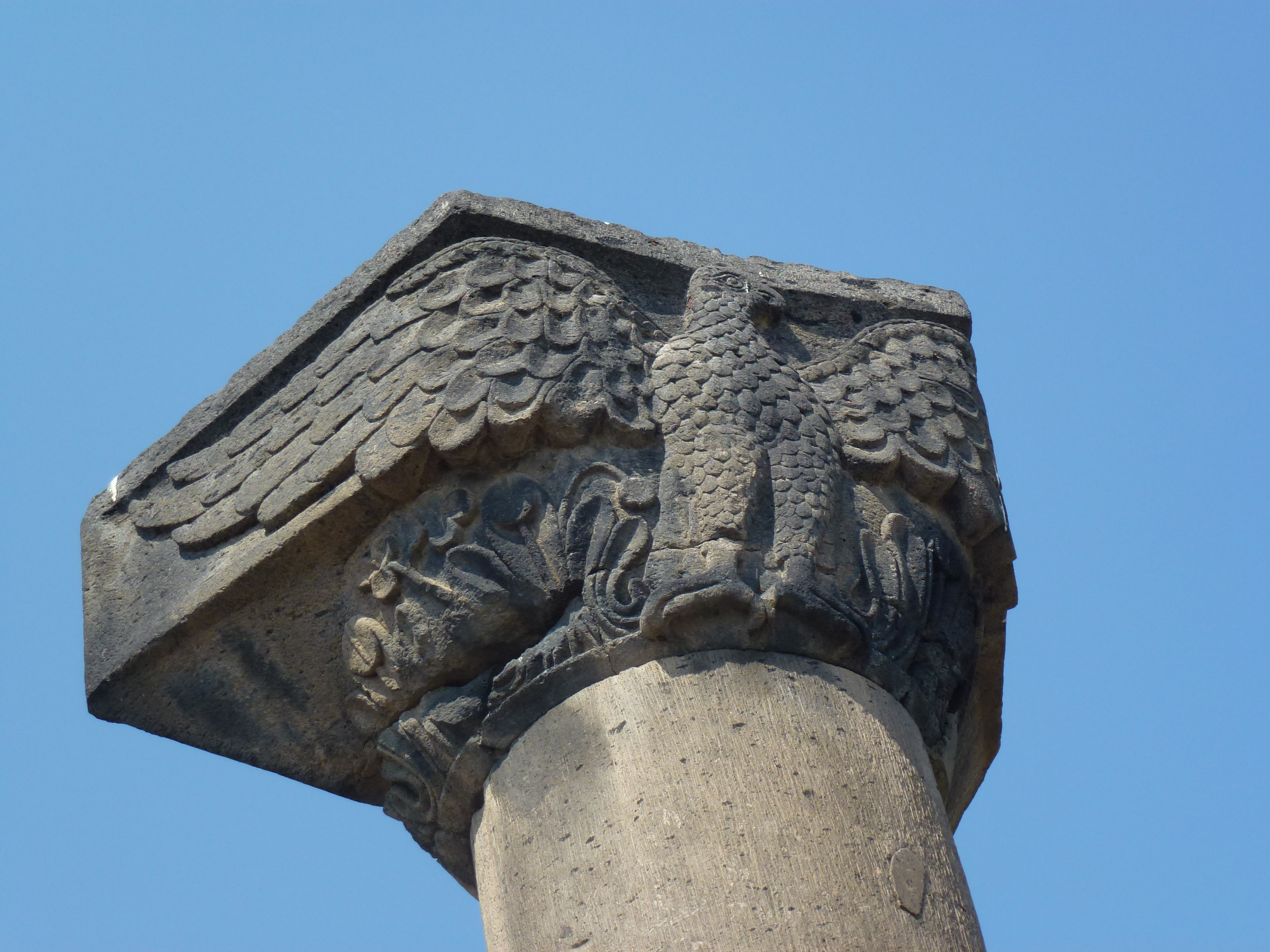
Kapitel kolumny z płaskorzeźbą orła (2015)
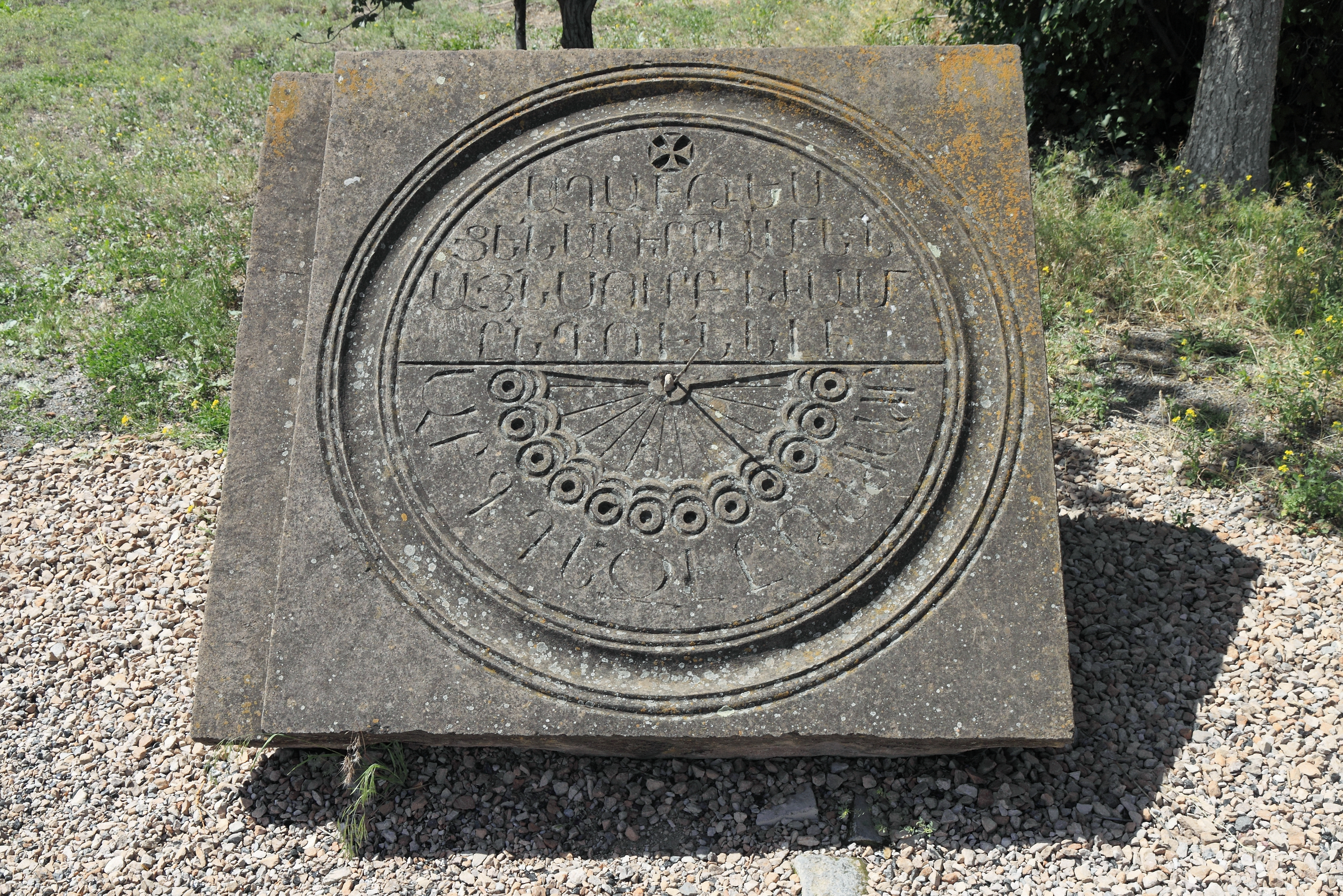
Zegar słoneczny (2014)
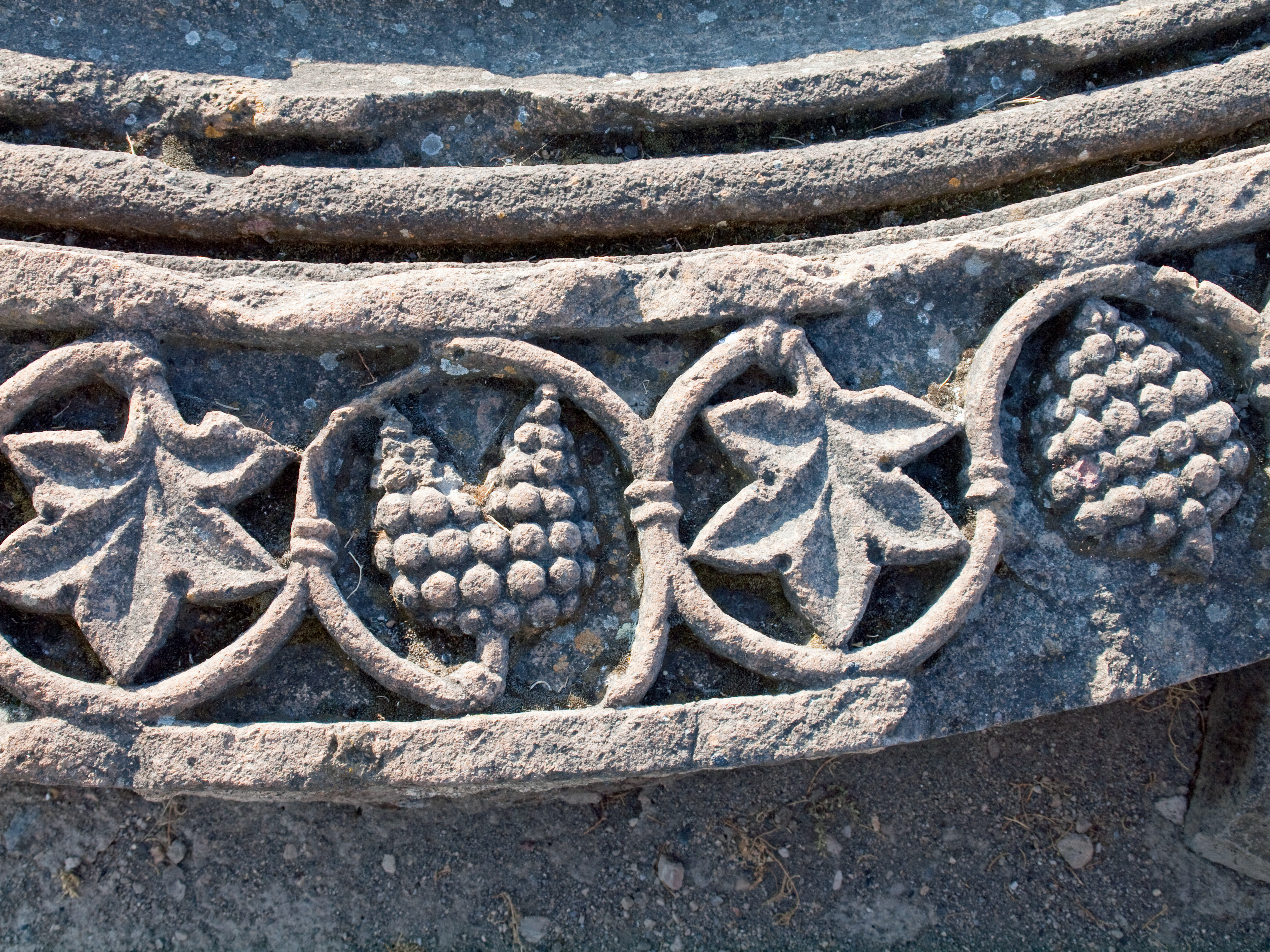
Ornamenty z motywem winorośli (2010)
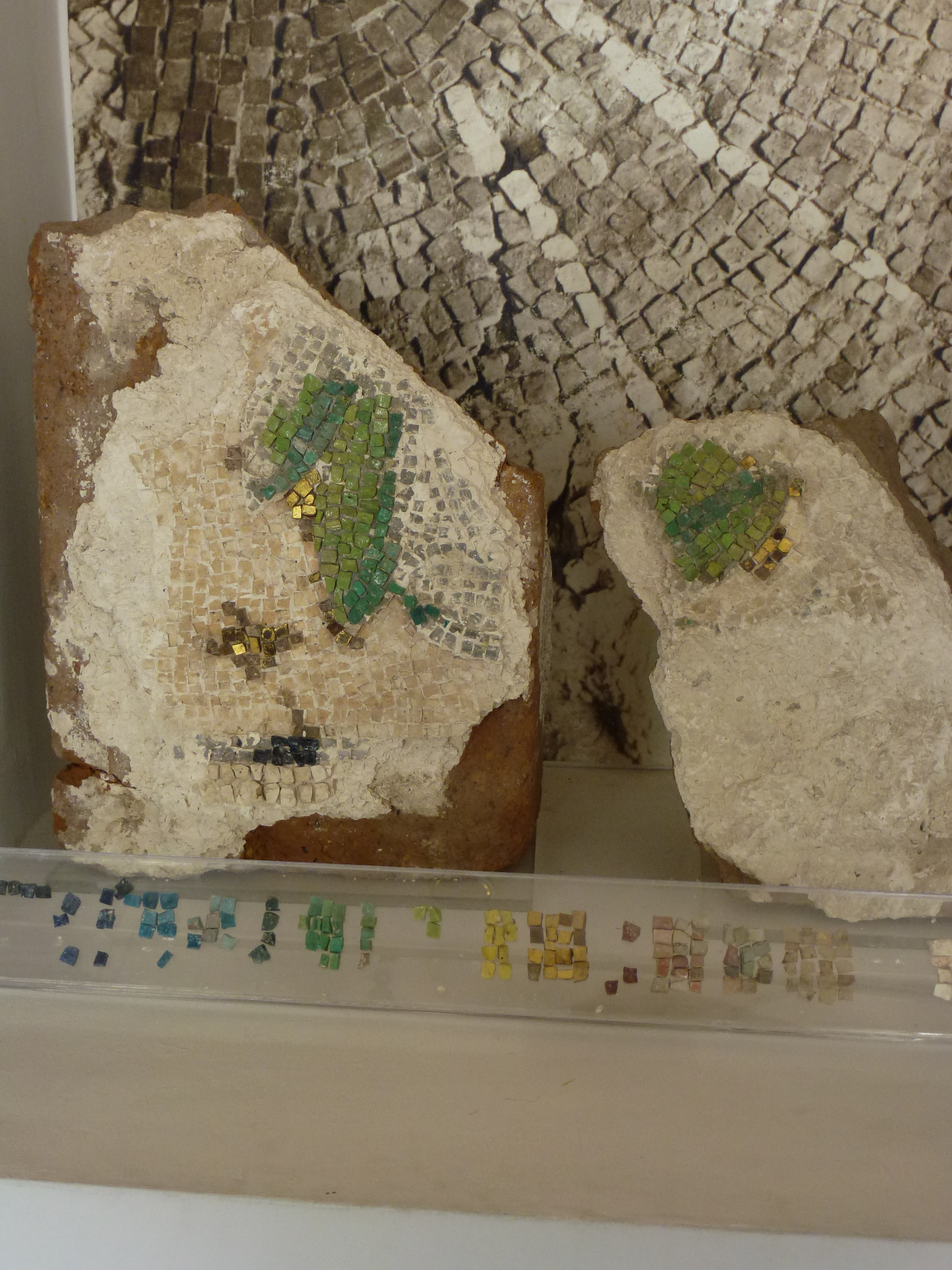
Fragmenty mozaiki (2015)
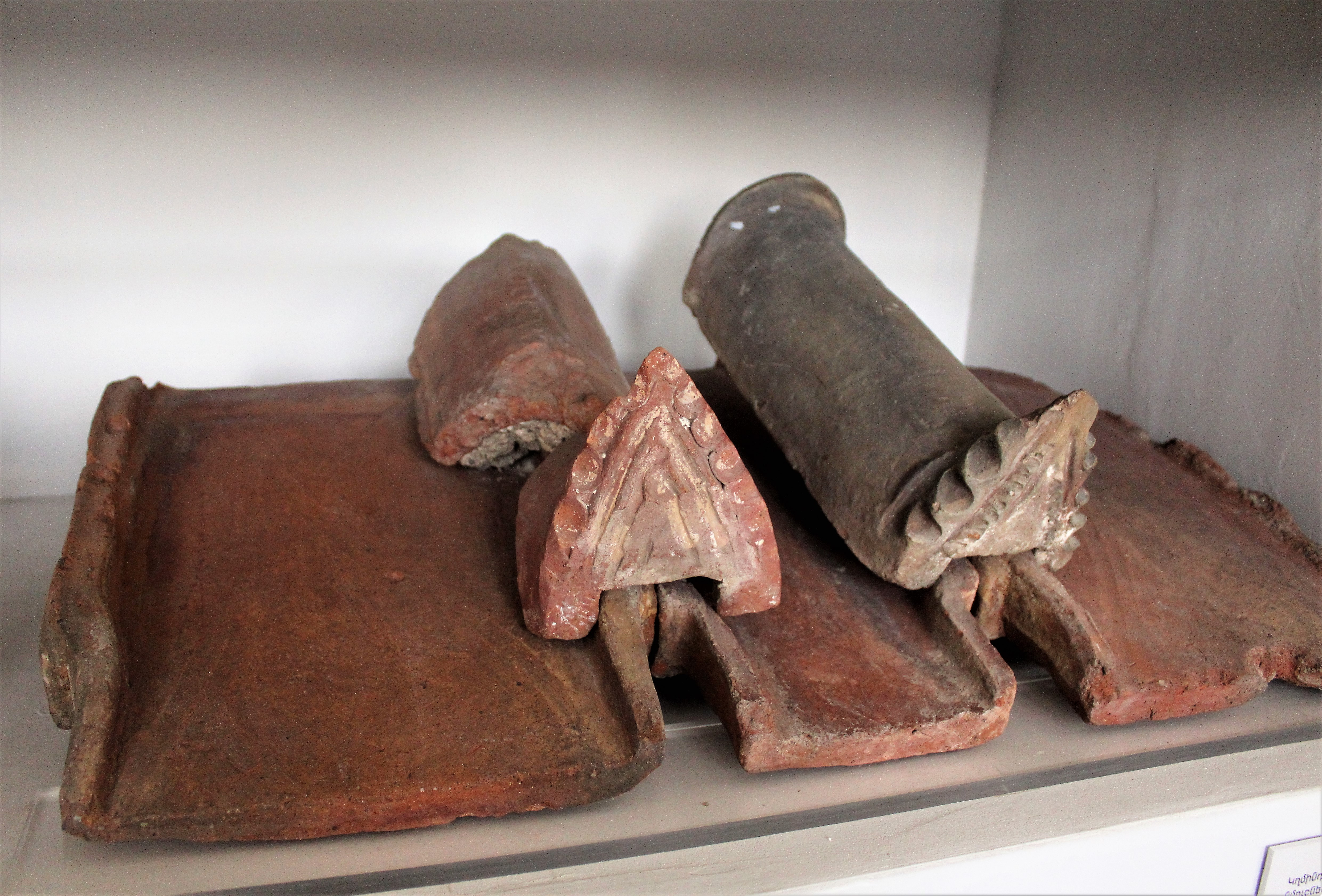
Dachówki (2016)
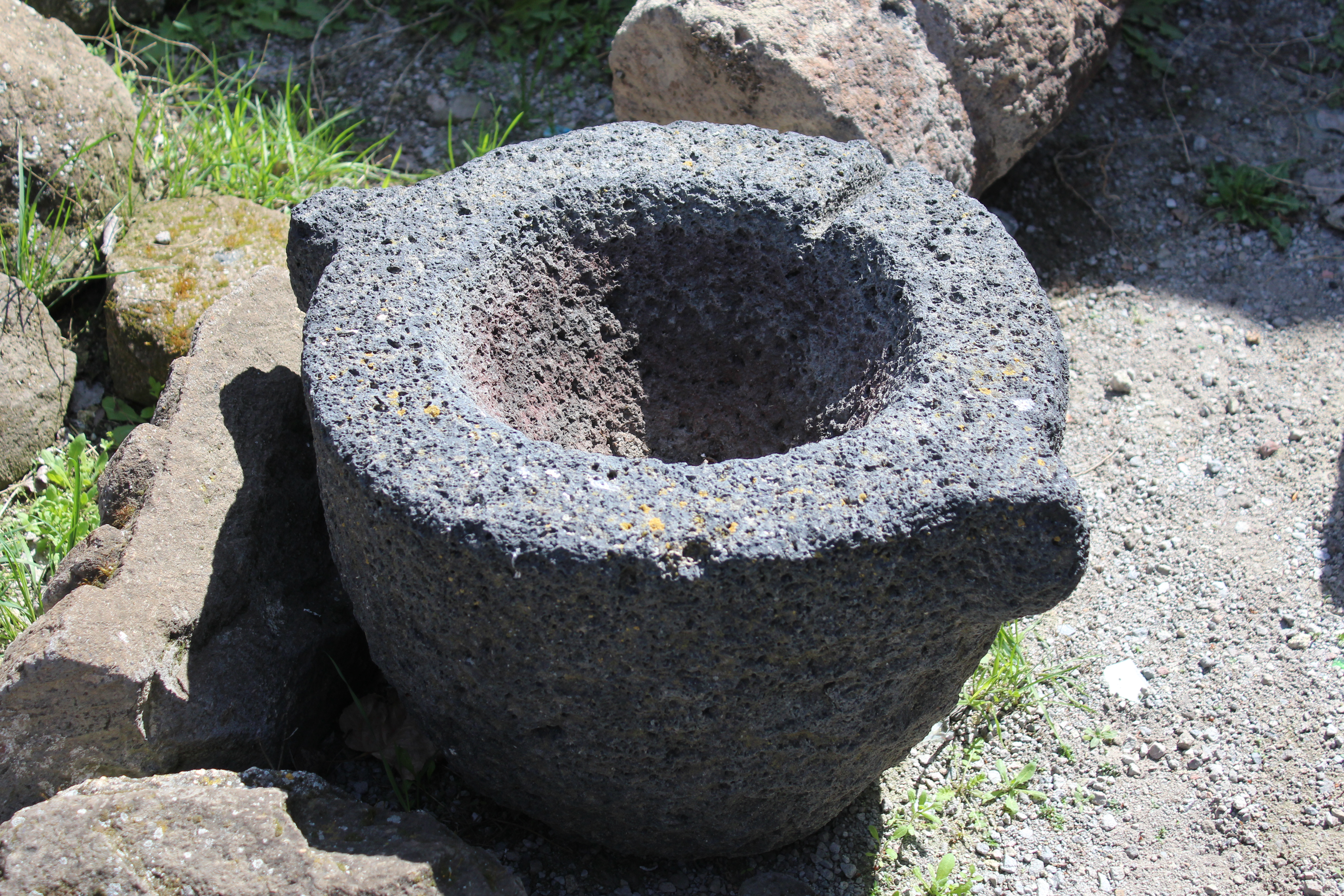
Kamienny moździerz (2016)